# Lelê (futebolista, 1997)
Leanderson da Silva Genésio, mais conhecido pelo apelido Lelê (Rio de Janeiro,  1 de outubro de 1997) é um futebolista brasileiro que atua como atacante pelo Atlético Goianiense.

## Carreira

### Itaboraí
Lelê não fez base e jogava na várzea até iniciar sua carreira tardiamente em 2018 no Itaboraí Profute. No ano seguinte, terminou como vice-artilheiro da Série C do Carioca com 11 gols. Foram 40 jogos e 23 gols marcados pelo Itaboraí.

### Maricá
Em 2020, foi emprestado ao Maricá após destaque na campanha do Itaboraí até  semifinal da Série A2 do Carioca. Lelê foi um dos principais destaques no vice-campeonato da Copa Rio de 2021 perdido contra o Pérolas Negras, que angariou em uma vaga na Copa do Brasil do ano seguinte, além de também ser o artilheiro da equipe na temporada.

### Volta Redonda
Lelê chegou ao Voltaço em 2022. Em seu primeiro ano, marcou 15 gols em 50 partidas, terminando a Série C como artilheiro do time e na 5º em geral, com 7 bolas na rede.
Começou o 2023 em alta, atraindo interesse de clubes como Goiás e Cuiabá, além do Vasco, que chegou a fazer contato e conversar com jogador para uma possível transferência. Contudo, acabou assinando um pré-contrato em 28 de fevereiro com o Fluminense por empréstimo antes mesmo de terminar o Campeonato Carioca. Marcou na temporada 14 gols em 15 jogos pelo Aurirubro, terminando sua passagem como vice-artilheiro do Carioca (13 gols) e como artilheiro do time no ano. Também foi selecionado para o time do torneio e eleito a revelação.

### Fluminense

#### 2023
Era acordado para que Lelê se apresentasse apenas em abril no tricolor, mas em comum acordo apresentou-se em março para ser inscrito a tempo na Libertadores. Foi anunciado oficialmente como no reforço do tricolor no dia 30 de março ficando emprestado até o ano seguinte, escolhendo a camisa 99 para utilizar.
Fez sua estreia en 6 de abril, justamente na Libertadores, numa vitória por 3–1 sobre o Sporting Cristal na 1ª rodada da fase de grupos da competição. Seu primeiro pelo tricolor saiu logo no jogo seguinte, vitória por 3–0 sobre o América Mineiro. Entrando no segundo tempo, deu uma assistência para John Kennedy fazer o segundo gol e marcou o último da partida.
Integrou o elenco campeão da Libertadores pelo Fluminense, onde atuou em oito jogo da campanha. Em sua primeira temporada pelo tricolor, disputou 37 partidas, dois gols e três assistências. Apesar de boas atuações em suas primeiras partidas, acabou caindo de rendimento ao longo do ano.

#### 2024
O Fluminense anunciou em 10 de janeiro de 2024 que exerceu a opção de compra de 4 milhões de reais por 70% de seus direitos e anunciou sua compra definitiva, assinando contrato até o final de 2027. Também mudou seu número de 99 para 18, número preferido que sempre utilizou no Volta Redonda e em seus clubes anteriores.
Ao fazer três gols nos seus primeiros três jogos na temporada Lelê atingiu o mesmo feito de Adriano Magrão em 2006, superou os dois tentos da temporada anterior e assumiu a artilharia do Carioca.

### Ceará
No dia 27 de março de 2025, o Ceará anunciou a contratação de Lelê, que chega por empréstimo junto ao Fluminense, com vínculo até o fim da temporada.
No dia 9 de Junho a pedido do Fluminense o contrato de empréstimo entre Lelê e Ceará foi rescindido, pois o clube havia acertado a transferência do jogador para o Nagoya Grampus, do Japão. No entanto, a FIFA não autorizou a operação, que "melou" e Lelê retornou ao clube carioca. O argumento foi de que o jogador não poderia atuar por três equipes diferentes na mesma temporada.

### Atlético-GO
Após o cancelamento da transferência do atacante para o Japão, o Fluminense acertou o empréstimo de Lelê para o Atlético Goianiense. Apesar do problema com a operação para o clube japonês, o entendimento foi de que, para transferências domésticas, a regra não valeria.

## Vida pessoal
Enquanto estava de férias do Volta Redonda em 2022, Lelê atuou pelo Bonsucesso de Ubá na Liga Atlética Ubaense, uma competição regional da município mineiro. Conquistou o título da competição e marcou quatro gols em quatro jogos.

## Títulos
Fluminense
- Copa Libertadores da América: 2023
- Recopa Sul-Americana: 2024

### Prêmios individuais
- Seleção do Campeonato Carioca de 2023
- Revelação do Campeonato Carioca de 2023